# Wallwitz (Möckern)
Wallwitz ist eine Ortschaft und ein Ortsteil von Möckern im Landkreis Jerichower Land in Sachsen-Anhalt.

## Geographie
Wallwitz, postalischer Zusatz „bei Burg bei Magdeburg“, ist eine landwirtschaftlich geprägte Gemarkung an der Bundesstraße 246a zwischen den Kleinstädten Gommern und Möckern. Die Kreisstadt Burg ist 22 Kilometer entfernt, zur Landeshauptstadt Magdeburg sind es 21 Kilometer (jeweils mit Autobahnanschluss). Der nächste, allerdings nicht mehr bediente, Haltepunkt befindet sich in Zeddenick an der Bahnstrecke Biederitz–Altengrabow, drei Kilometer nördlich von Wallwitz. Der Ort liegt im westlichen Ausläufer des Flämings inmitten landwirtschaftlicher Flächen mit mäßigem Ertragswert.
Naturräumlich gehört der Ort zum Zerbster Land, einer ackergeprägten offenen Kulturlandschaft und 536 km² großen Haupteinheit der übergeordneten Haupteinheitengruppe des Fläming im norddeutschen Tiefland. Das Zerbster Land bildet die Südwestabdachung des Flämings zur Elbe und gehört zum Einzugsgebiet dieses Flusses.

## Vorgeschichte
Zwischen 1975 und 1977 wurde am Ortsrand von Wallwitz beim Abschieben einer Humusdecke ein Siedlungskomplex freigelegt. Bei der Untersuchung konnten Siedlungsreste aus dem Mittel- und Spätneolithikum, der späten Bronze- und frühen der Eisenzeit sowie aus dem frühen Mittelalter (slawische Zeit) nachgewiesen werden. Neben zahlreichen Siedlungsgruben wurden insgesamt 16 Hausreste untersucht. Der Rest eines Langhauses kann entsprechend den Begleitfunden dem späten Neolithikum (Schönfelder Kultur) zugerechnet werden (zwei Grubenhäuser datieren in die slawische Zeit des 8./9. Jahrhunderts). Mit 13 Objekten stammt die Mehrzahl der Hausreste aus der späten Bronzezeit.

## Geschichte
Im Gegensatz zu vielen anderen Orten des Magdeburger ostelbischen Gebiets findet Wallwitz relativ spät eine offizielle Erwähnung. Diese erfolgt 1322 in einer Urkunde des Erzbischofs von Magdeburg Burchard III., mit der er den Ort dem Kloster Plötzky übereignet. Da der Ortsname slawischen Ursprungs ist, war sicher schon vor der Christianisierung der Region im Raum des heutigen Wallwitz gesiedelt worden.
Mit der Übereignung an das Kloster Plötzky kam Wallwitz zugleich in den Einflussbereich von Kursachsen, das mit mehreren Orten um die Stadt Gommern eine Enklave im magdeburgisch-brandenburgischen Herrschaftsbereich gebildet hatte. Im 16. Jahrhundert wurde daraus das sächsische Amt Gommern. Im Jahre 1591 hatte der Ort acht Kossaten, die sämtlich zu Lehn zinsbar waren. Die Zugehörigkeit zu Sachsen dauerte bis zum 9. April 1808. An diesem Tage überließ der mit Napoleon verbündete sächsische König Friedrich August das Amt Gommern den Franzosen, die es als Kanton in ihr Königreich Westphalen eingliederten.
Doch bereits fünf Jahre später, am 30. April 1813, eroberten preußische Truppen das Gebiet. Fortan gehörte nun auch Wallwitz zum preußischen Königreich und wurde mit der Verwaltungsreform von 1815 dem Landkreis Jerichow I mit der Kreisstadt Burg zugeordnet. Da die im 19. Jahrhundert errichteten Chausseen und Eisenbahnstrecken Wallwitz nicht direkt berührten, blieb der Ort weiterhin eng mit der Landwirtschaft verbunden. Um 1910 lebten 236 Menschen im Ort.
Nach dem Zweiten Weltkrieg ließen sich Flüchtlinge aus den früheren deutschen Ostgebieten in Wallwitz nieder. Dadurch entstand mit der Friedensstraße ein neuer Straßenzug. Mit der DDR-Gebietsreform kam der Ort 1952 in den neugebildeten Kreis Burg. Zur Verbesserung der sozialistischen Großfelderwirtschaft wurde Anfang der 1960er Jahre der in der Gemarkung Wallwitz verlaufende Fluss Ehle in großem Umfang begradigt. Im Jahre 1964 wurden in Wallwitz 339 Einwohner registriert. Nach der durch die deutsche Wiedervereinigung bedingten Gebietsreform kam der Ort in den Landkreis Jerichower Land.
Vom 1. Januar 2005 bis zur Eingemeindung in die Stadt Möckern am 1. Januar 2009 gehörte die Gemeinde Wallwitz zur Verwaltungsgemeinschaft Möckern-Loburg-Fläming.

## Politik
Ortsbürgermeisterin ist Manuela Schindler.
Blasonierung: „Schräglinksgeteilt von Blau und Gold; oben ein gestürztes goldenes Schwert, unten ein blauer Dreschflegel.“
Das Wappen nimmt Bezug auf die Ortsgeschichte: Wallwitz war eine frühdeutsche Dingstätte. In seiner Gemarkung trafen sich zu bestimmten Zeiten im Jahr die Menschen der Region, um an Gerichtstagen teilzunehmen, bei denen „ueber haltz undt handt“ geurteilt wurde. Die Dingerichtsbarkeit wurde später vom Amte Gommern ausgeübt. Es ist in einer Chronik von 1897 überliefert, dass während dieser Gerichtstage der Dorfschulze für Essen und Trinken zu sorgen hatte, wofür er von den Herren von Zerbst aus Gommern zwei Hufe als Lehn frei hatte. Das Schwert im Wappen drückt die hohe Gerichtsbarkeit aus, während der Dreschflegel Bezug auf die landwirtschaftliche Tradition nimmt.
Es war Beschluss der Gemeinde vom 30. August 1995, beide Symbole im Wappen in verwechselten Tinkturen Blau-Gold darzustellen. Das Wappen wurde 1995 vom Kommunalheraldiker Jörg Mantzsch gestaltet.
Die Flagge ist gelb – blau (1:1) gestreift (Querform: Streifen waagerecht verlaufend, Längsform: Streifen senkrecht verlaufend) und mittig mit dem Wappen belegt.

## Sehenswürdigkeiten
Die evangelische St.-Timothei-Kirche ist ein spätromanischer Bau, bestehend aus dem Kirchenschiff, einem etwas schmaleren Altarraum und einer vieleckigen Apsis. Über dem westlichen Giebel wurde ein Dachreiter in Fachwerkbauweise errichtet. Die Außenmauern bestehen aus Bruchsteinen, wobei in der Nordmauer noch die romanischen Fenster vorhanden sind. Der Innenraum wird durch eine flache Holzdecke abgeschlossen, die mit historistischen Malereien versehen ist. Eine auf Renaissancepfeilern ruhende L-förmige Empore verläuft an der Nord- und Westwand. Der noch aus der romanischen Zeit stammende Taufstein ist das älteste Inventarstück der Kirche neben dem holzgeschnitzten Altarschrein, der aus Anfang des 16. Jahrhunderts stammt. Im 19. Jahrhundert wurden an der Kirche umfangreiche Umbauten vorgenommen. Südlich des Orts befindet sich die Windmühle Wallwitz.

## Söhne und Töchter des Ortes
- Erich-Günther Sasse (1944–2016), Schriftsteller